# Santa María del Berrocal (kommun)
Santa María del Berrocal är en kommun i Spanien.   Den ligger i provinsen Provincia de Ávila och regionen Kastilien och Leon, i den centrala delen av landet, 140 km väster om huvudstaden Madrid. Antalet invånare är 443.